# Килиан Ирландский
Килиан (VII век) — игумен, католический святой, игумен монастыря Инишкалтра (Inishcaltra, Inis Cealtra), что в Ирландии, располагавшегося неподалёку от современного селения Маунтшаннон. Святой Киллиан составил житие св. Бригитты.

## Биография
Килиан родился в Ирландии в знатной семье, с юности усердно упражнялся в чтении Библии. Вероятно, в Ирландии он был священником и настоятелем монастыря. Решив проповедовать христианство, Килиан вместе с учениками, среди которых был пресвитер Колонат, покинул Ирландию и отправился на континент. Килиан и его спутники прибыли в город Вюрцбург, в то время входившим в состав герцогства Тюрингия. 
Герцог Тюрингии Гозберт и его подданные в то время были язычниками. Килиан и его спутники решили отправиться в Рим, чтобы получить разрешение у Папы вести миссионерскую деятельность в Тюрингии. Папа Римский Конон хорошо принял странников, рукоположил Килиана в сан епископа и разрешил проповедовать в Тюрингии. Вернувшись в Вюрцбург, Килиан и его сподвижники стали вести миссионерскую деятельность и герцог Гозберт со многими своими подданными перешёл в христианство. 
Под влиянием проповеди герцог решил развестись со своей супругой, которая ранее была женой его брата. 8 июля 689 года Килиан и его спутники были убиты по приказу супруги герцога, а крест, Евангелие и епископские одежды были закопаны на месте убийства. В VIII веке останки убитых священнослужителей были извлечены и в 752 году окончательно перенесены в Мюнстер.